# Dungelhoeffkazerne

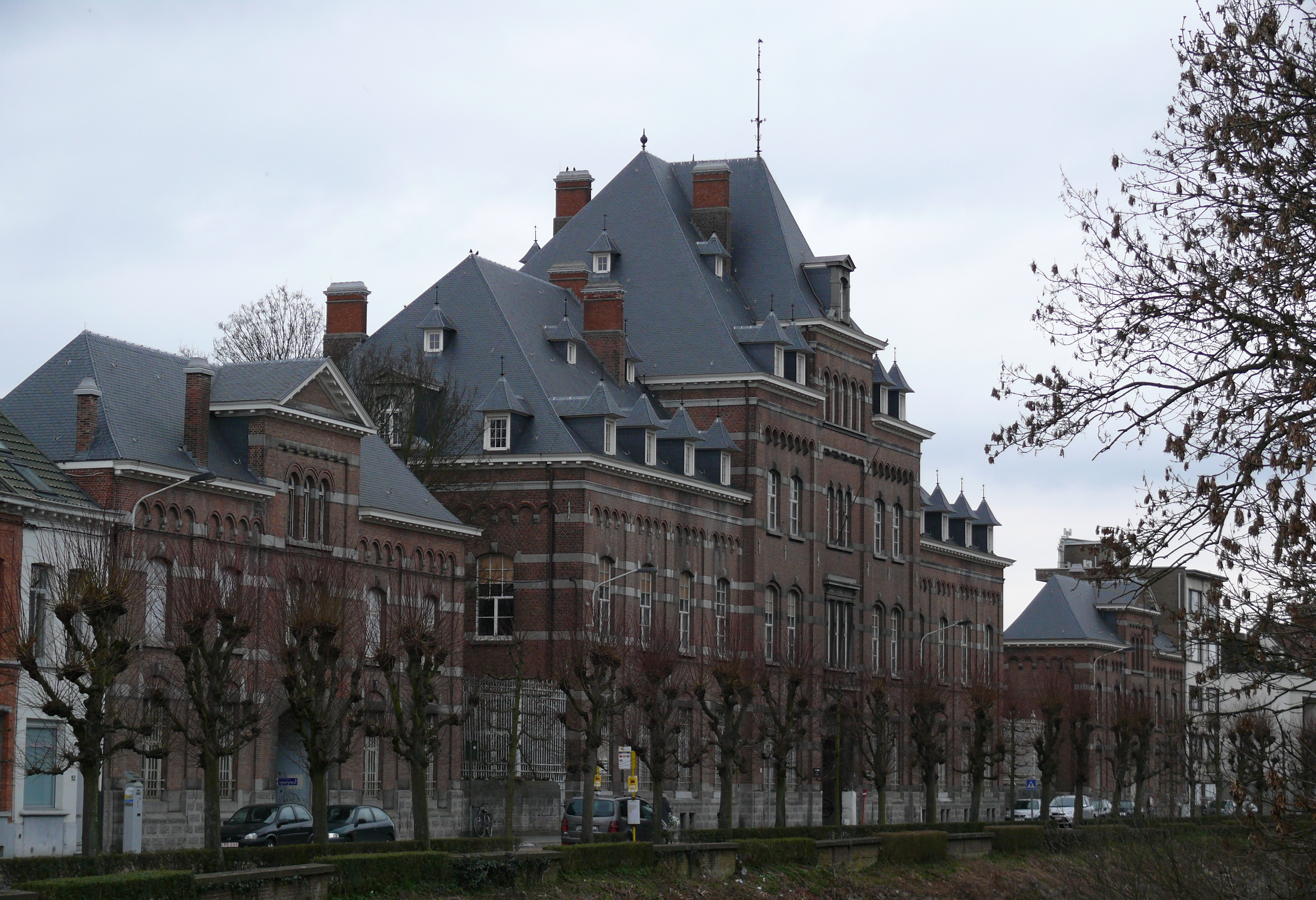
Zicht op de voorgebouwen aan de Baron Opsomerlaan

De Dungelhoeffkazerne was een militaire kazerne in de stad Lier, in de Belgische provincie Antwerpen. Het adres is Baron Opsomerlaan 51, voorheen Vaartlaan 47. De kazerne werd deels afgebroken, omgebouwd en met de site eromheen heringericht om plaats te bieden aan een aantal stadsdiensten en private woningen. De voormalige militaire site en de buurt worden nu gemeenzaam Dungelhoeff genoemd.

## Ontstaan
Het verdrag van Londen (1839) erkende het bestaan van België als een onafhankelijke staat en legde het land tegelijk eeuwigdurende neutraliteit op. Het defensieconcept dat de onafhankelijkheid van het land moest verzekeren steunde aanvankelijk op een groot aantal vestingen. Tegen het einde van de 19de eeuw waren de gegevens van het veiligheidsprobleem veranderd. Het defensieconcept steunde dan op een beperkt aantal vestingen bemand door vestingtroepen en een sterk veldleger. Om de troepen van het veldleger onder te brengen werden moderne kazernes gebouwd. 
De Dungelhoeffkazerne is een van de reeks kazernes die rond de vesting Antwerpen gebouwd werden in het kader van het vernieuwde defensieplan. De kazerne was bestemd voor een artillerie-eenheid. De bouwwerkzaamheden gingen van start in 1888. De grondvesten, omheiningsmuren en enkele bijgebouwen waren in 1889 voltooid. Het hoofdgebouw aan de straatkant werd in 1898 afgewerkt.

## Beschrijving
De artilleriekazerne bestond na haar voltooiing uit een hoofdgebouw aan de straatkant, daarachter een rechthoekig centraal plein, twee zijgebouwen aan de lange zijden van het plein, bijgebouwen met stallingen, een manege en een drenkplaats voor paarden, loodsen voor kanonnen en een ommuring met ijzeren hekken. Het hoofdgebouw werd opgetrokken in de typische eclectische stijl van het einde van de 19de eeuw. De andere oudere gebouwen zijn functioneel met het oog op het legeren van door paarden getrokken artillerie. 
De kazerne kreeg na de Eerste Wereldoorlog de naam "Kwartier Commandant Dungelhoeff", als aandenken aan de gesneuvelde kapitein-commandant Gustave Dominique Dungelhoeff (1867-1914), de eerste gesneuvelde officier van het 2de Regiment Veldartillerie. 
Tijdens het interbellum werd, op enige afstand van het oorspronkelijk geheel, een sportveld aangelegd, een turnzaal gebouwd en in de jaren 1930 een keuken- en reftercomplex. Het zijn bakstenen gebouwen, kenmerkend voor die tijd, met verspringende volumes onder platte daken en met rechthoekige muuropeningen.

## Gelegerde eenheden
In 1900 werd de kazerne in gebruik genomen door de 11de Batterij van het 7de Artillerieregiment.
Begin 1914 werd er een eerste afdeling van het 2de Artillerieregiment gekazerneerd. Ze zou er verblijven tot 4 augustus, de dag waarop het Duitse Rijk België binnenviel. In de jaren dertig plaatsten het 2de Artillerieregiment en ook het 4de Artillerieregiment op het paradeplein een gedenkteken voor hun gesneuvelden van de Eerste Wereldoorlog.
Tijdens het interbellum werden er verschillende regimenten gelegerd.  
Tijdens de Tweede Wereldoorlog werd de kazerne gebruikt door Duitse infanterietroepen.
Na de Tweede Wereldoorlog deed de kazerne dienst als autorijschool voor militaire chauffeurs, bekend als de FRAC (Formation Raccourcie et Accélérée des Chauffeurs). 
Vanaf 1951 bood de Dungelhoeffkazerne kort onderdak aan het Tweede Opleidingscentrum voor Infanterie.  Na de verhuizing van dit centrum werd er een onderdepot van de Mobilisatiekern 59 gelegerd.
In 1955 werd een deel van de kazerne heringericht als school met internaat voor de Koninklijke Cadettenschool. Een nieuwe Nederlandstalige afdeling van de Cadettenschool nam er haar intrek. 
Vanaf 1962 werd de Vlaamse afdeling van  de Centrale School, (tot dan in Sint-Denijs-Westrem gelegerd) onder de naam “Toegevoegde Afdeling”, in de Dungelhoeffkazerne ondergebracht. Ze verzekert zoals de Cadettenschool een voorbereiding op een officieren-loopbaan.
Vanaf 1978 waren ook vrouwen welkom in de krijgsmacht en in de Dungelhoeffkazerne.
In 1989 werd besloten de Cadettenschool in 1991 te sluiten. In 1991 verlieten de laatste cadetten de kazerne. De Toegevoegde Afdeling die ondertussen de naam droeg “Nederlandstalige afdeling van de VDKMS” (Voorbereidende Divisie tot de Koninklijke Militaire School) bleef in Lier, terwijl de Franstalige afdeling alsook het Commando van de VDKMS zich in Laken bevonden. 
In 1998 verhuisde de Nederlandstalige afdeling van de VDKMS van de Dungelhoeffkazerne in Lier naar Laken. De kazerne in Lier huisvestte zodoende geen enkele militaire eenheid meer. Ze werd definitief door het leger verlaten. 

## Het stedelijk project Dungelhoeff
De stad Lier had al in oktober 1995 de drie voorgebouwen (het hoofdgebouw en twee poortgebouwen) laten erkennen als beschermd Liers stadsgezicht.
In 1998 kocht de stad de Dungelhoeffkazerne. De bedoeling was de kazerne op te nemen in een stadsontwikkelingsproject, het project Dungelhoeff. Het project moest naast de ruimere doelstellingen de herinnering aan het militair verleden van Lier blijvend verankeren in het stadsbeeld.
Ook de gronden van voetbalclub Lyra en het woonuitbreidingsgebied ten westen van de kazerne maakten deel van het project Dungelhoeff. Een ruimtelijk uitvoeringsplan (RUP) werd definitief vastgesteld door de gemeenteraad van 29 juni 2009 en trad in werking op 4 december van dat jaar. Het legde de bestemming en de toekomstige functies voor het hele plangebied vast.

## De Dungelhoeffsite 2014
In 2014 omvatte de Dungelhoeffsite zoals gepland een publiek gedeelte en een privaat vastgoedgedeelte. 

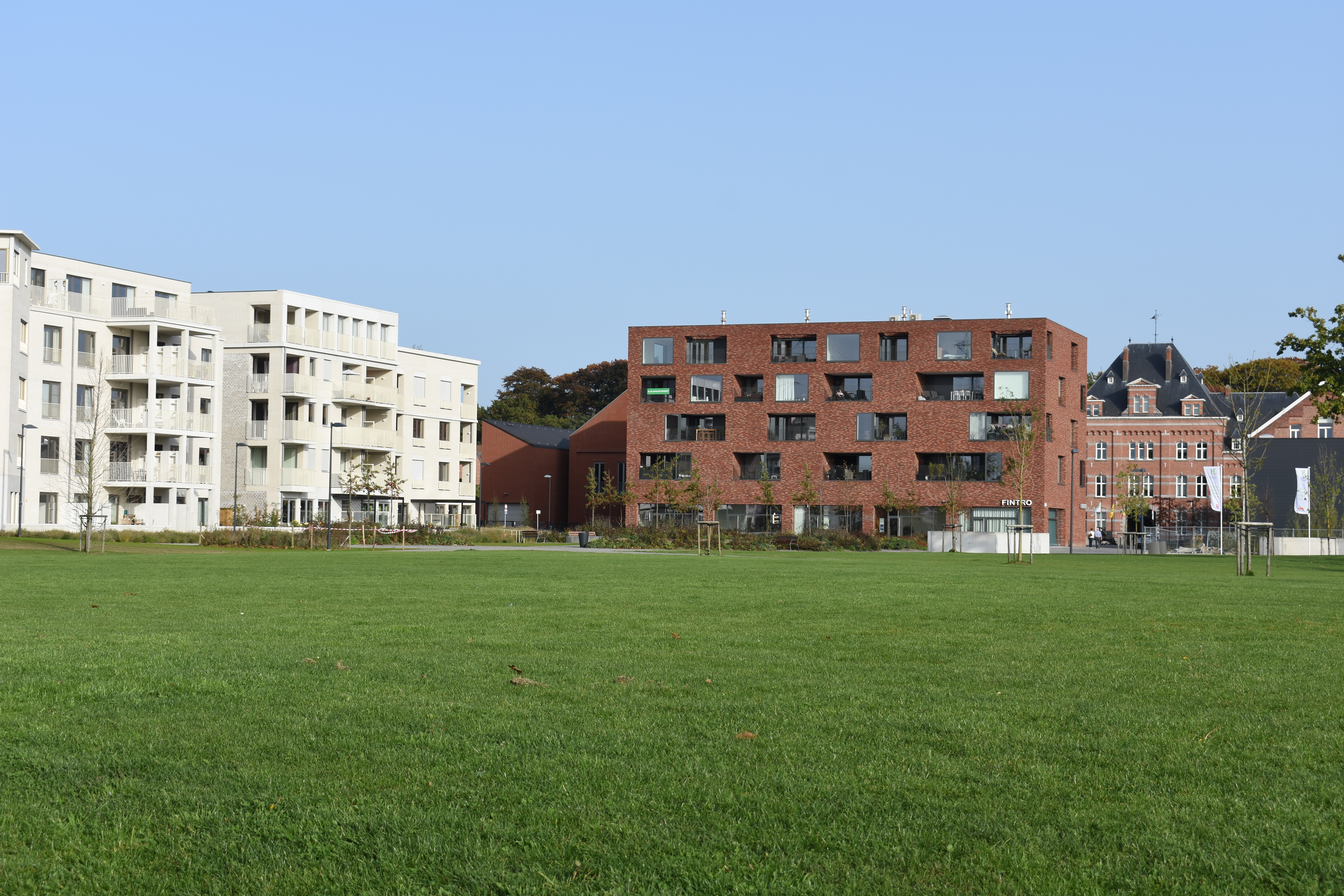
Nieuwe woongebouwen op de Dungelhoeffsite (2017). Uiterst rechts deel van de oude kazerne.

Aan het paradeplein van de voormalige kazerne werd een nieuw gebouw voor de lokale politie gerealiseerd, adres: Paradeplein,1. Een aantal stadsdiensten zijn sedert september 2013 ondergebracht in een heringericht kazernegebouw met het adres Paradeplein, 2. De nieuwe raadzaal van de stad werd ingericht op de bovenverdieping van het hoofdgebouw aan de Opsomerlaan. Onder het paradeplein is een parking aangelegd voor 260 auto’s. Het Sociaal Huis van het OCMW zal eind 2014 onderdak vinden aan het paradeplein. Bij de verbouwing en herinrichting van de bestaande kazernegebouwen werd ernaar gestreefd de eigenheid en beeldwaarde van de militaire gebouwen te bewaren. Meer bepaald het hoofdgebouw heeft dezelfde aanblik als voorheen, gezien zowel vanop de Baron Opsomerlaan of de Davidsvest (waar “cadetje” staat, een beeldje dat een cadet voorstelt), als vanop het Paradeplein.
Het gedenkteken voor het 4de Artillerieregiment is na grondige restauratie opgesteld bij het zwembad.
Het gedenkteken voor het 2de Artillerieregiment staat na omzwervingen langs Helchteren en Brasschaat terug op het paradeplein.
Op de ruimere site werd een zwembad gebouwd, toegankelijk langs de Kazernedreef. 
Tussen de Baron Opsomerlaan en de Boomlaarstraat plant een privéfirma een 140-tal woongelegenheden op de “Dungelhoeffsite”.

## Trivia
Bij het graven van de Afleidingsvaart van de Nete werd ter hoogte van de Dungelhoeff de mammoet van Lier opgegraven.